# Torneio de Montreux de 1963
O Torneio de Montreux de 1963  foi a 37ª edição do Torneio de Montreux.

## Resultados
|    | Equipe           | Pts | J | V | E | D | GM | GS | DG  |
| -- | ---------------- | --- | - | - | - | - | -- | -- | --- |
| 1º | Portugal         | 15  | 5 | 5 | 0 | 0 | 33 | 4  | 29  |
| 2º | Espanha          | 13  | 5 | 4 | 0 | 1 | 13 | 8  | 5   |
| 3º | Montreux HC      | 10  | 5 | 2 | 1 | 2 | 17 | 15 | 2   |
| 4º | Darmstadt        | 9   | 5 | 2 | 0 | 3 | 7  | 20 | -13 |
| 5º | US Triestina     | 8   | 5 | 1 | 1 | 3 | 8  | 11 | -3  |
| 6º | Alexandra Palace | 5   | 5 | 0 | 0 | 5 | 8  | 28 | -20 |

|                  | Suíça | Espanha | Itália | Alemanha | Inglaterra | Portugal |
| ---------------- | ----- | ------- | ------ | -------- | ---------- | -------- |
| Montreux HC      |       | 1-3     | 2-2    | 7-0      | 5-2        | 2-8      |
| Espanha          |       |         | 2-1    | 3-2      | 5-2        | 0-2      |
| US Triestina     |       |         |        | 0-1      | 4-2        | 1-4      |
| Darmstadt        |       |         |        |          | 3-2        | 1-8      |
| Alexandra Palace |       |         |        |          |            | 0-11     |
| Portugal         |       |         |        |          |            |          |